# 2MASS J11145133−2618235
2MASS J11145133−2618235 (名稱可縮寫為 2MASS 1114−2618),  或 2M1114−26, 或 2M1114−2618, 或 2MASS 1114−26, 或 2MASS J1114−2618) 是一顆位於長蛇座附近光譜等級為T7.5的棕矮星，距離地球約18光年。

## 空間運動
2MASS 1114−2618有相當大的自行3043.2 mas / yr，位置角262.75度， 表示在天空中向西南方向運動。在距離18.20ly（假設視差 179.2 ± 1.4 mas）處，對應的切向速度為 80.56 km/s。